# 市原种场
市原种场，是中国内蒙古自治区呼伦贝尔市扎兰屯市下辖的一个类似乡级单位。

## 行政区划
市原种场共辖以下地区：
虚拟原种场生活区。